# Glomèrides
Els glomèrides (Glomerida) són un ordre de diplòpodes quilognats del superordre Oniscomorpha. Són més curts en comparació amb altres milpeus, amb només dotze segments corporals i 17-19 parells de potes, i són capaços d'enroscar-se formant una bola quan se'ls molesta. L'ordre inclou prop de 30 gèneres i almenys 280 espècies, que es troben sobretot en l'hemisferi nord, a Europa, Àsia Sud-oriental i Amèrica. Encara que històricament es consideren estretament relacionats amb Sphaerotheriida, que són similars i que també s'enrotllen, algunes proves d'ADN suggereixen que poden estar més estretament relacionats amb Glomeridesmida, un ordre poc conegut i que no es poden enrotllar. El gènere més abundant és Glomeris amb un centenar d'espècies.

## Característiques
Són de mida petita, la majoria entre 6 i 20 mm de longitud. Tenen el cos cilíndric, molt convex dorsalment i pla o lligament còncau ventralment. Igual que els membres de Sphaerotheriida, poden enroscar-se formant una bola, característica que també es dona en els oniscideus (porquets de Sant Antoni), uns crustacis isòpodes terrestres amb els quals no tenen relació i sovint s'hi confonen.
Tenen 12 segments corporals, per bé que la segona i tercera placa dorsals (tergites) poden estar fusionades, i l'11è pot ser petit o parcialment ocult i semblar que té 11 segments. El cap es relativament gran i arrodonit, amb antenes llargues i primes i òrgans de Tömösvary en forma de ferradura. Segons l'espècie poden tenir o no ocels. El coll (primer segment després de la cap) és petit, mentre que la segona tergita és molt gran. Emeten diverses seccions líquides mitjançant glàndules odoríferes o repugnatòries a través d’uns orificis microscòpics anomenats ozopors situats dorsalment, en contrast amb els ozopors laterals de la majoria dels diplòpodes. Els mascles i les femelles difereixen en el nombre de parells de potes: els mascles en tenen 17 mentre que les femelles tenen 19. En els mascles adults l'últim parell de potes s'ha modificat en forma de telòpodes, apèndixs que utilitzen per subjectar a la femella durant la cópula. També posseeixen un altre tipus de glàndules que emeten una substància olorosa per atraure la femella. Tant en els mascles com en les femelles l'orifici genital se situa darrere del segon parell de potes, amb un penis en els mascles i dues vulves a les femelles.

## Història natural
Són detritívors, alimentant-se de matèria vegetal en descomposició. La majoria són grisos o negrosos, es mouen lentament, fugen de la llum i es troben en llocs càlids a les zones relativament més humides, on són nocturns o surten després de les pluges dels seus amagatalls sota pedres i en esquerdes de el terreny i s'alimenten sota les molses i la fullaraca.

## Taxonomia
Les estimacions del nombre d'espècies varien de 280 a 450, repartides en tres famílies. El gènere Glomeris és el més nombrós, amb almenys 100 espècies i moltes més subespècies o varietats.
- Superfamília Glomeridelloidea Cook, 1896
  - Família Glomeridellidae Cook, 1896
- Superfamília Glomeroidea Leach, 1815
  - Família Glomeridae Leach, 1815
  - Família Protoglomeridae Brölemann, 1913

## Glomèrides dels Països Catalans
Algunes espècies presents al Països Catalans són:
- Glomeris marginata
- Glomeris maerens
- Loboglomeris pyrenaica
- Loboglomeris haasi